# John S. Benham
John Samuel Benham (* 24. Oktober 1863 bei Benham, Ripley County, Indiana; † 11. Dezember 1935 in Batesville, Indiana) war ein US-amerikanischer Politiker. Zwischen 1919 und 1923 vertrat er den Bundesstaat Indiana im US-Repräsentantenhaus.

## Werdegang
John Benham besuchte die öffentlichen Schulen seiner Heimat und eine Handelsschule in Delaware (Ohio). Danach unterrichtete er in den Winterhalbjahren als Lehrer, während er im Sommer seine eigene Ausbildung fortsetzte. Von 1882 bis 1907 war er in verschiedenen Städten als Lehrer tätig. Im Jahr 1893 graduierte er an der Indiana State Normal School in Terre Haute und 1903 absolvierte er die Indiana University in Bloomington. Später gehörte er dem Lehrkörper der University of Chicago an, wo er Geschichte lehrte. 14 Jahre lang war Benham Schulrat im Ripley County. Seit 1907 arbeitete er in seiner Heimatstadt in der Holzbranche sowie im Mühlen- und Baugeschäft. Außerdem war er in der Landwirtschaft tätig.
Politisch war er Mitglied der Republikanischen Partei. Im Jahr 1916 war er Delegierter zur Republican National Convention in Chicago, auf der Charles Evans Hughes als Präsidentschaftskandidat nominiert wurde. Bei den Kongresswahlen des Jahres 1918 wurde Benham im vierten Wahlbezirk von Indiana in das US-Repräsentantenhaus in Washington, D.C. gewählt, wo er am 4. März 1919 die Nachfolge von Lincoln Dixon antrat. Nach einer Wiederwahl konnte er bis zum 3. März 1923 zwei Legislaturperioden im Kongress absolvieren. Seit 1921 war er Vorsitzender des Ausschusses zur Kontrolle der Ausgaben für öffentliche Liegenschaften. Während seiner Zeit als Kongressabgeordneter wurden der 18. und der 19. Verfassungszusatz ratifiziert. Dabei ging es um das Verbot des Handels mit alkoholischen Getränken und die bundesweite Einführung des Frauenwahlrechts. Im Jahr 1922 wurde John Benham nicht bestätigt.
Nach seinem Ausscheiden aus dem US-Repräsentantenhaus arbeitete Benham in der Baubranche. Außerdem war er zwischen 1924 und 1929 nochmals Schulrat im Ripley County. Im Jahr 1931 zog er sich in den Ruhestand zurück, den er in Batesville verbrachte, wo er am 11. Dezember 1935 verstarb.